# 喜田貞吉
喜田 貞吉（1871年7月11日—1939年7月3日）是日本歷史學家，文学博士。德島縣人。東京帝國大學校友。

## 脚注
1. ↑  . 東京文化財研究所.   [2021-09-10]. （原始内容存档于2021-09-10） （日语）.
2. ↑  . kotobank （日语）.